# Daniel Rašljić
Daniel Rašljić (* 7. Februar 1975 in Chur) ist ein schweizerisch-kroatischer Basketballtrainer und ehemaliger Basketballspieler.

## Laufbahn
Daniel Rašljić spielte als Junior von 1988 bis 1993 für den Basketballclub KZO Wetzikon und von 1993 bis 1994 für den Basketballclub Winterthur.
Er betreute von 1995 bis 1998 verschiedene Juniorenmannschaften des BC Winterthur. In der Saison 1999/2000 war er Cheftrainer bei Femina Basket Regensdorf in der Nationalliga A. Ab 2000 betreute er Phoenix Basket Regensdorf und stieg mit der Mannschaft von 2000 bis 2003 insgesamt vier Mal auf. In der Saison 2007/08 betreute er als Cheftrainer den BC Zürich Academica (Wildcats) in der Nationalliga B.
In der Saison 2009/2010 wechselte Daniel Rašljić erneut zum Basketballclub Winterthur, mit dem Ziel, die Teams aus dem Verein in den Leistungssportbereich zu führen. Als Technischer Leiter und Trainer der Seniorenteams stieg er mit den Frauen und den Männern von der 3. Liga Regional bis in die Nationalliga A auf. Mit den Frauen gelang ihm 2017 und 2019 der Gewinn des Schweizer Cups. 2019 wurden die Winterthurerinnen mit Trainer Rašljić Vize-Schweizer-Meister.